# Laurits Tuxen
Laurits Tuxen (Copenhague, 9 de diciembre de 1853 - ibíd., 21 de noviembre de 1927) fue un pintor y escultor danés especializado en el género del retrato. Cercano a la colonia de artistas escandinavos conocida como pintores de Skagen, también fue el primer director de la Kunstnernes Frie Studieskoler, una escuela de arte fundada en la década de 1880 con la finalidad de ser una alternativa a la formación que ofrecía la Academia Real de Bellas Artes de Dinamarca.

## Biografía
Tuxen creció en Copenhague y se formó como artista en la Academia Real de Bellas Artes de Dinamarca, en la que fue considerado uno de sus mejores pintores junto a P.S. Krøyer. Visitó Skagen por primera vez en 1870 y regresó en numerosas ocasiones. En las décadas de 1880 y 1890 viajó por toda Europa realizando retratos de familias reales como la de Cristián IX de Dinamarca, Victoria del Reino Unido o el zar Nicolás II de Rusia. En 1901, después de la muerte de su primera esposa, la belga Ursule de Baisieux, contrajo matrimonio con la noruega Frederikke Treschow y poco después compró la casa de Madam Bendsen en Skagen, al norte de Jutlandia, un lugar que convirtió en su residencia de verano.
En 1914 realizó un viaje de estudios a Grecia para retratar la entrada de Jorge I de Grecia en Salónica. Pintó retratos vivaces y bien caracterizados, entre ellos un autorretrato que se conserva en la Galería Uffizi de Florencia y un retrato de P.S. Krøyer que se halla en el Museo de Bellas Artes de Budapest. Tuxen también realizó retratos escultóricos, pintó paisajes de la zona de Skagen y retrató a su familia y amigos.

## Exposiciones
El grueso de la producción de Laurits Tuxen consistió en paisajes y retratos de la alta nobleza, entre los que se incluyen Cristián IX de Dinamarca, Victoria del Reino Unido y el zar Nicolás II. Algunas de sus obras están expuestas en los siguientes museos:
- Museo del Hermitage en San Petersburgo.
- Royal Collection de Inglaterra en Londres.
- Gliptoteca Ny Carlsberg, en Copenhague.
- Museo Estatal de Arte, en Copenhague.
- Museo de Skagen, Dinamarca.

## Galería

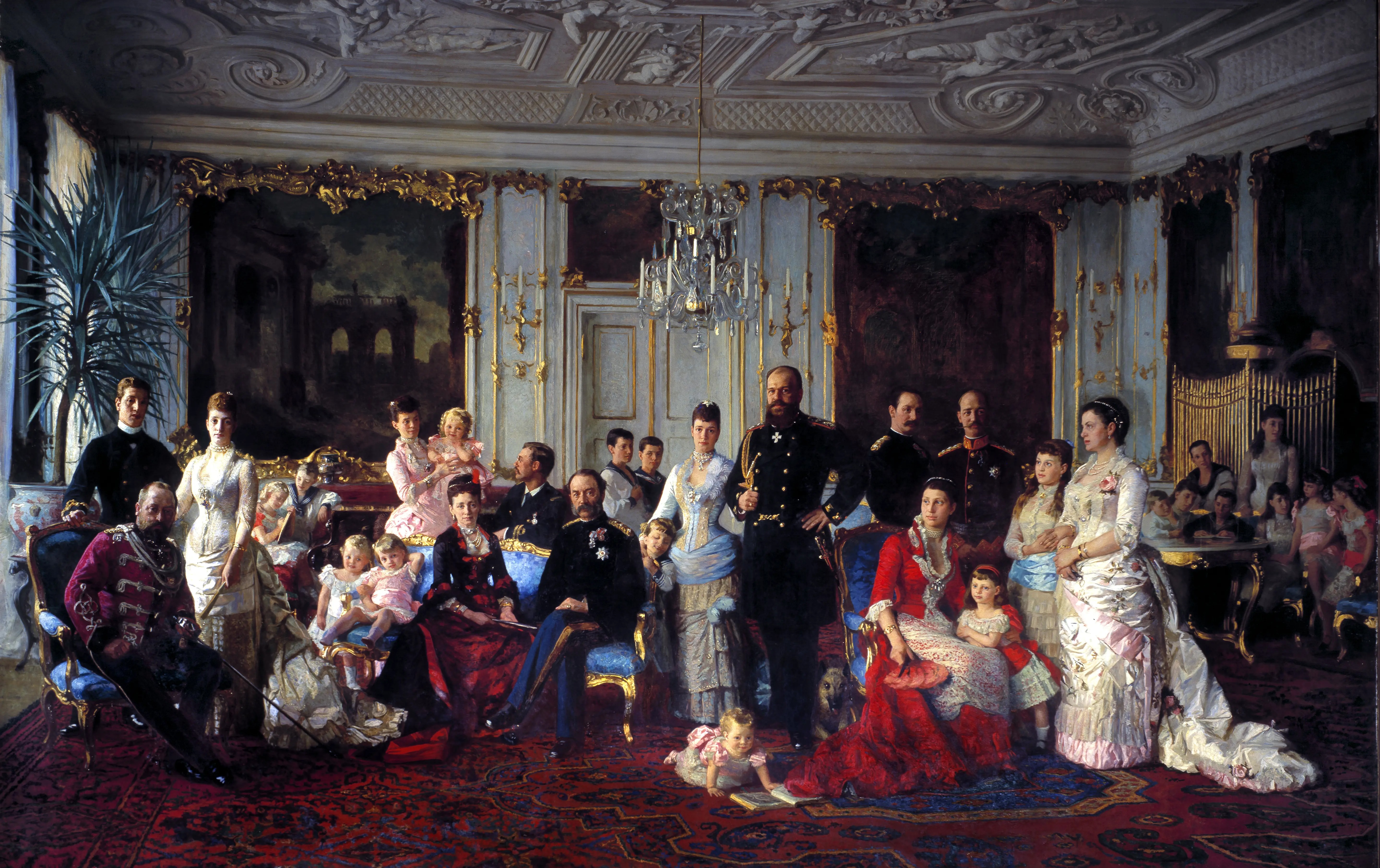
El rey Cristián IX de Dinamarca y su familia (1886)
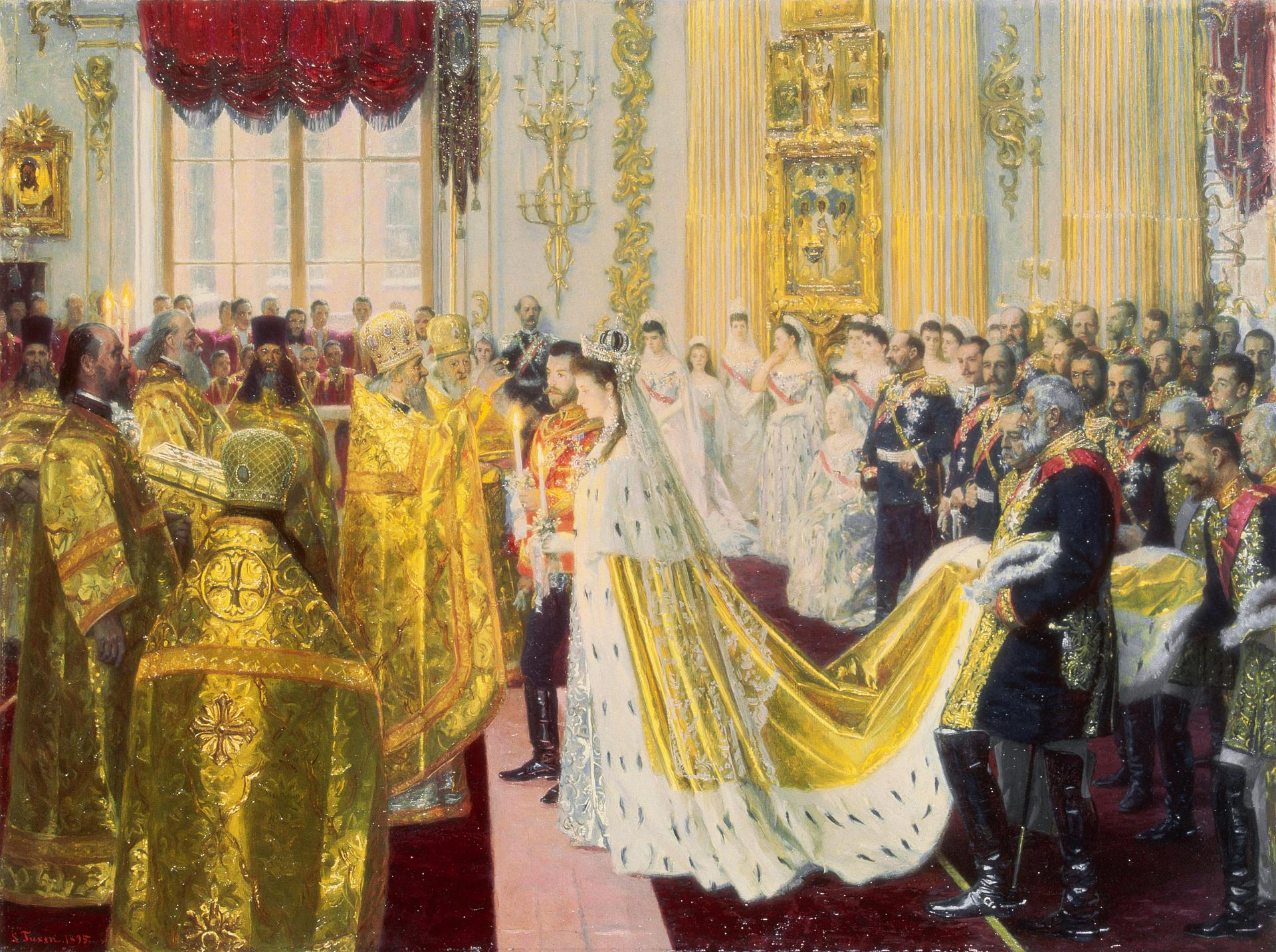
La boda del zar Nicolás II (1895)
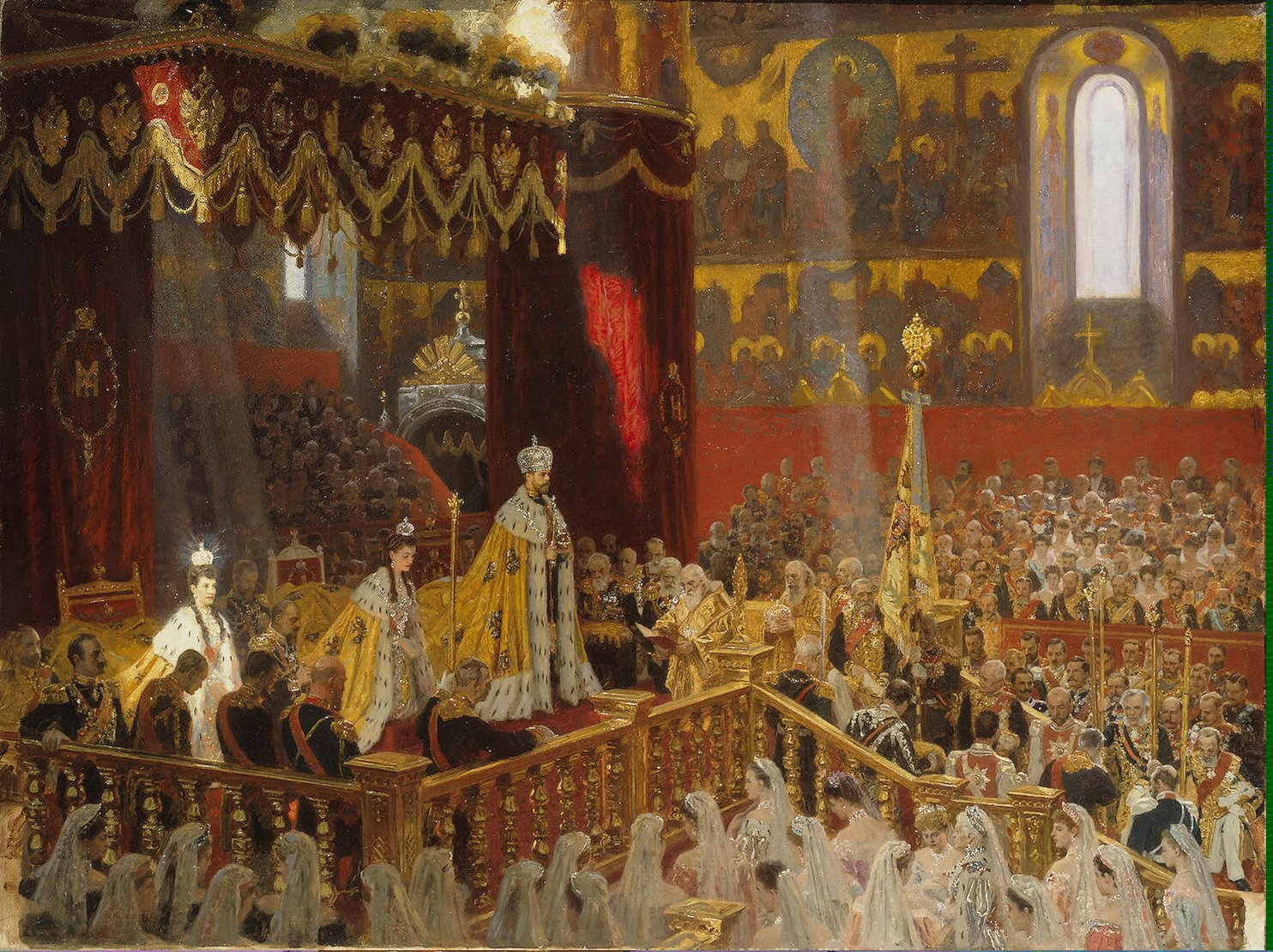
Coronación de Nicolás II (1898)
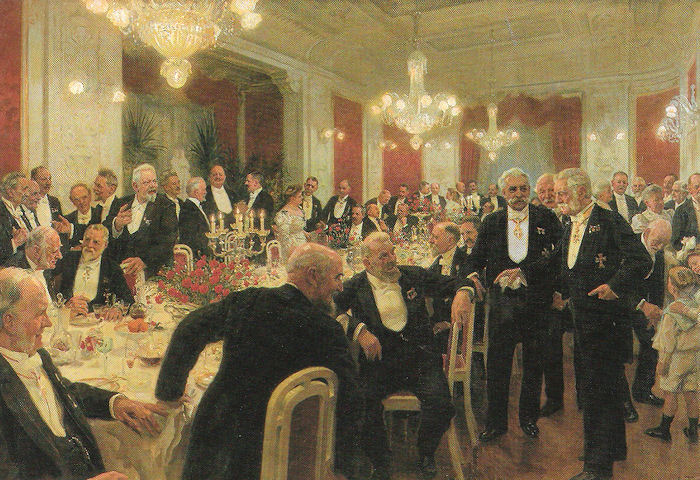
Dejando la mesa (1906)
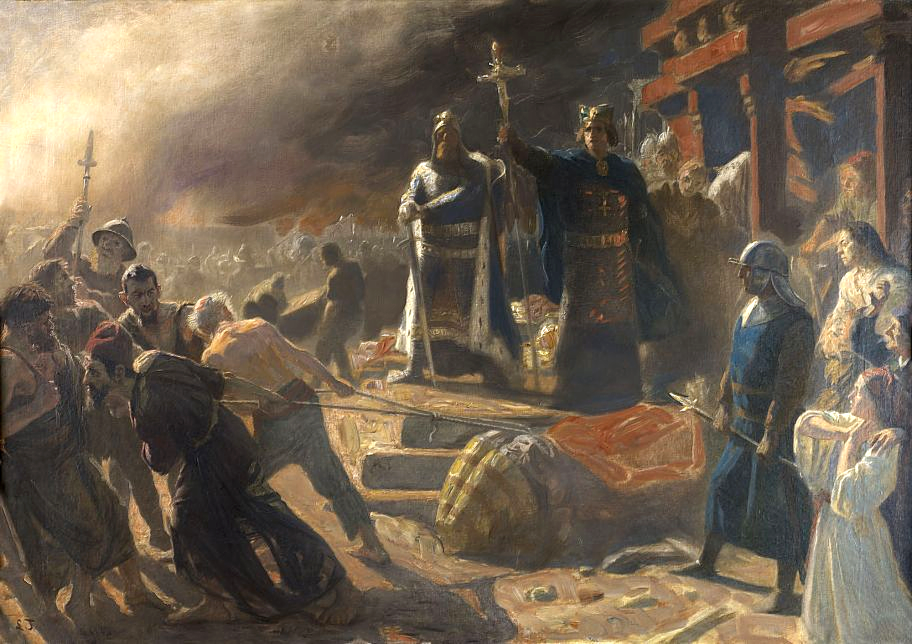
El obispo Absalon derriba al dios Svantevit en Arkona
El ahogado es rescatado del agua (1913)
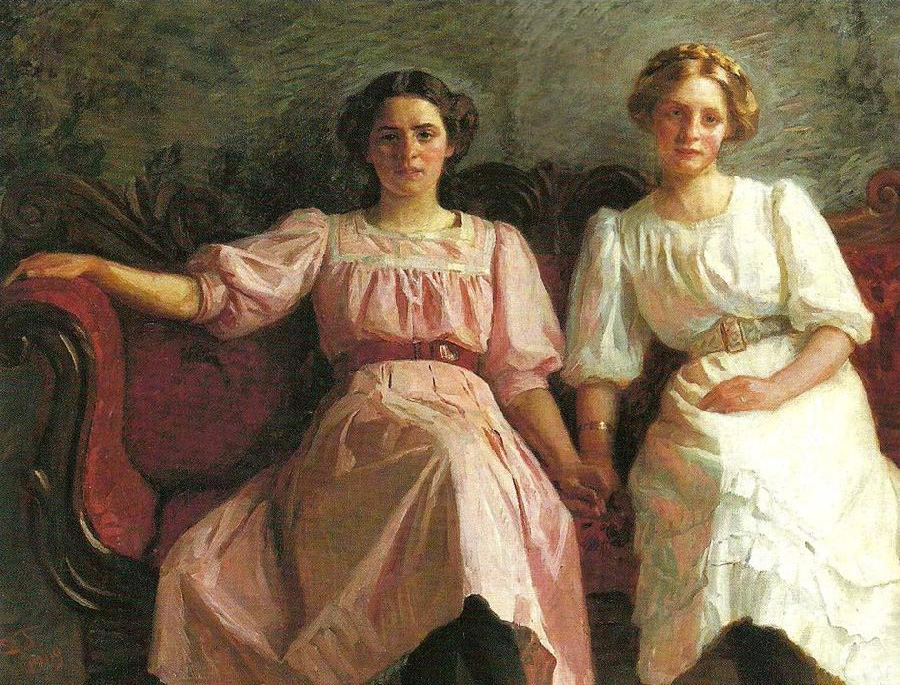
Yvonne Tuxen y Vibeke Krøyer (1909)
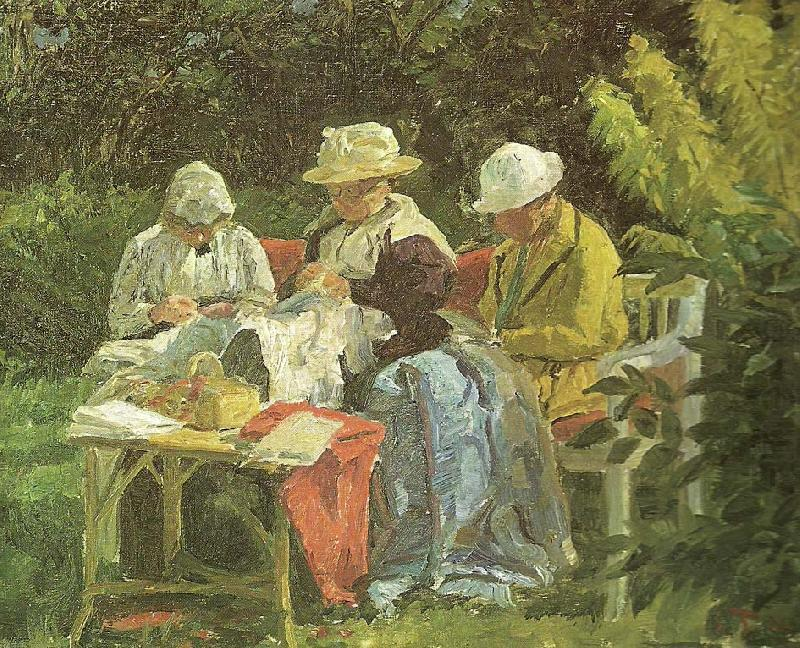
Mujeres cosiendo (c. 1900)
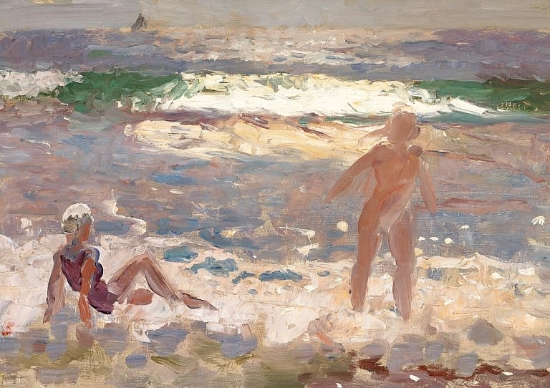
Dos bañistas en la playa de Skagen (1913)
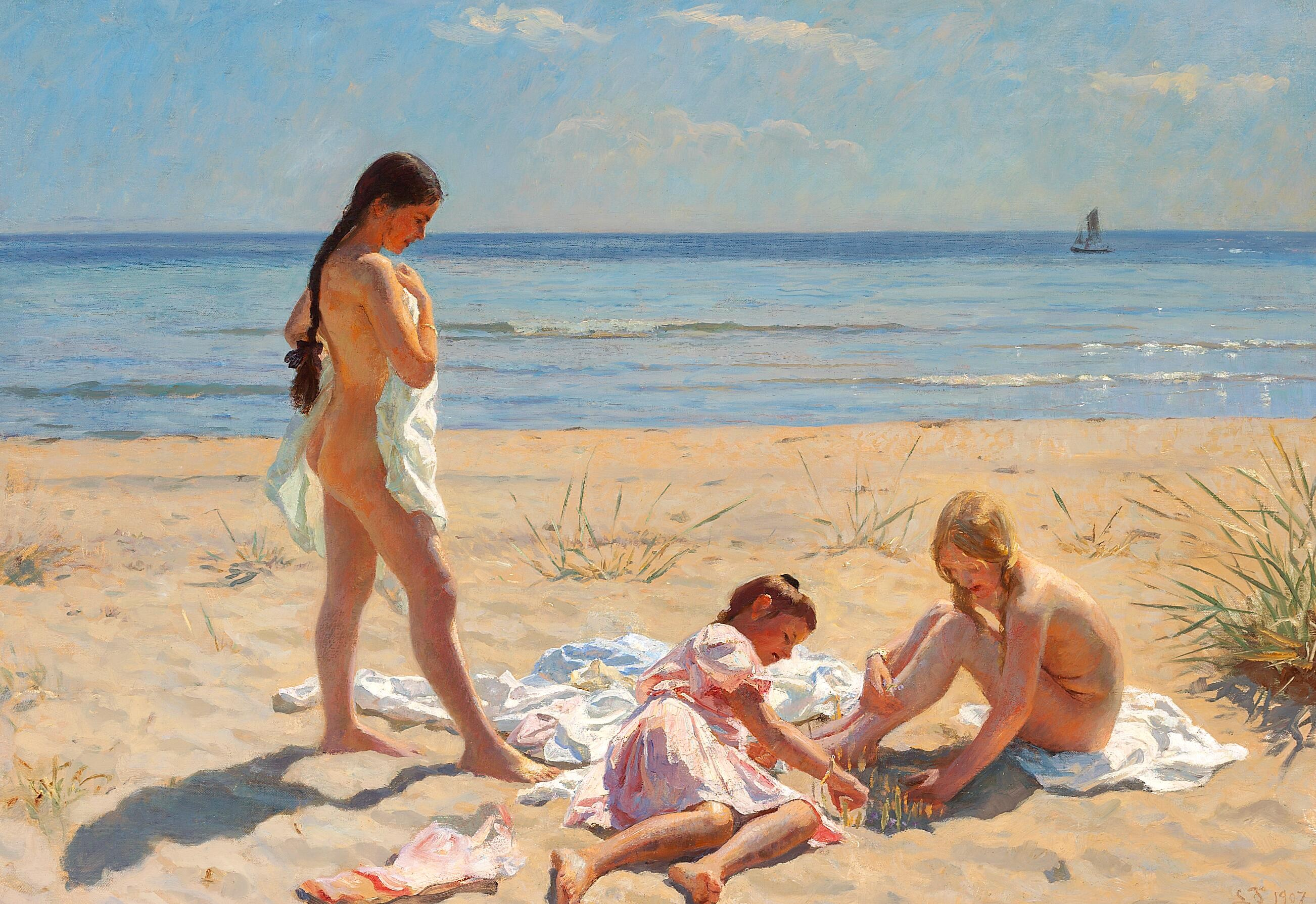
Día de verano en la playa de Skagen (1907)
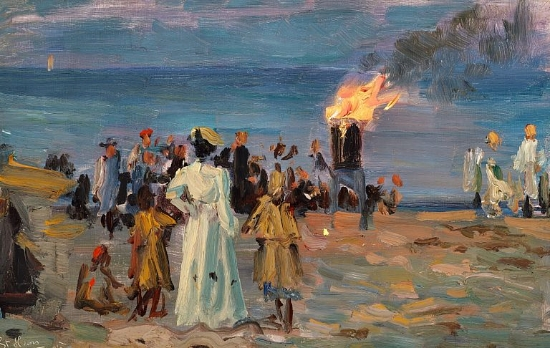
Hoguera de San Juan en la playa de Skagen (c. 1900)
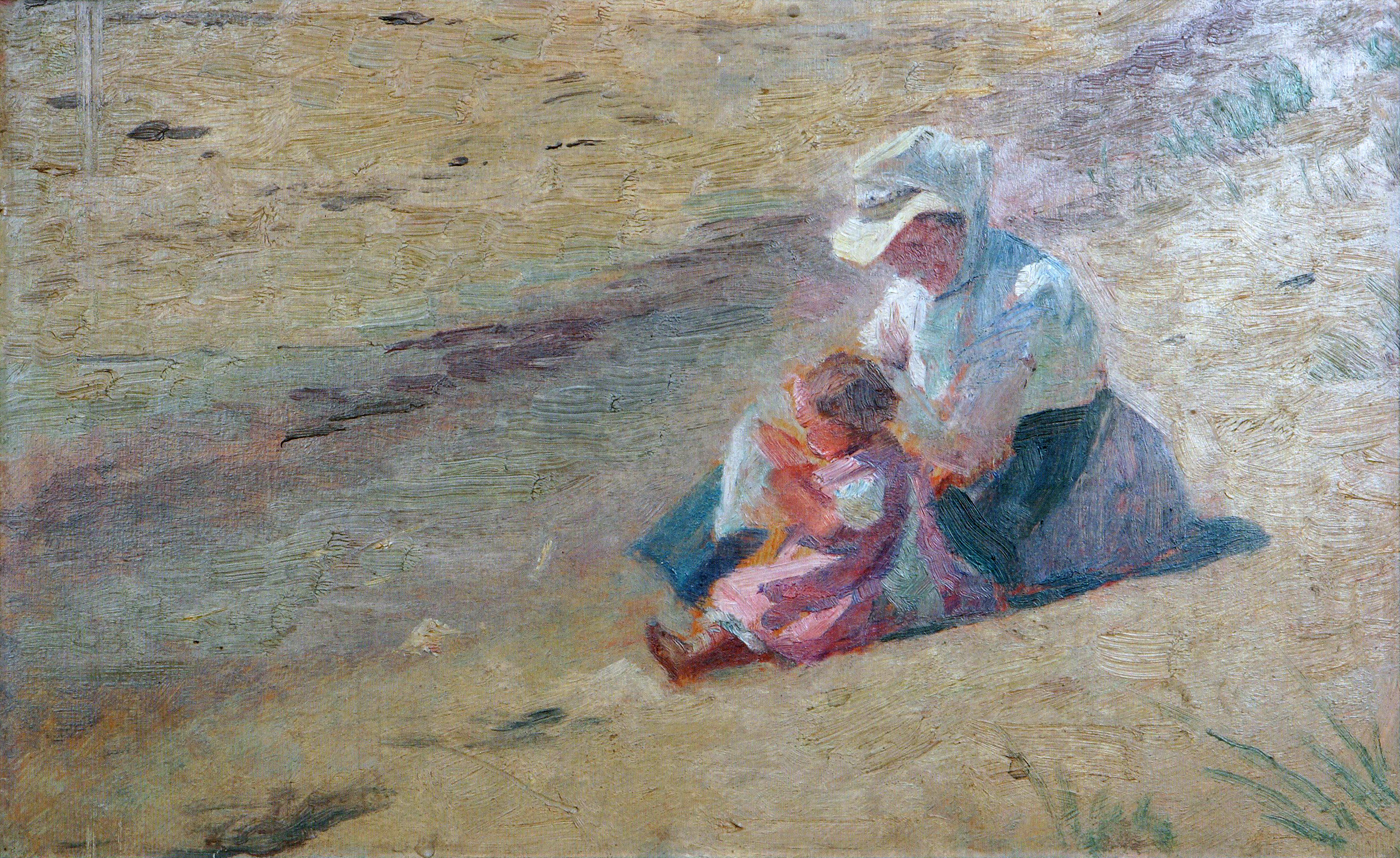
Frederikke (c. 1900)
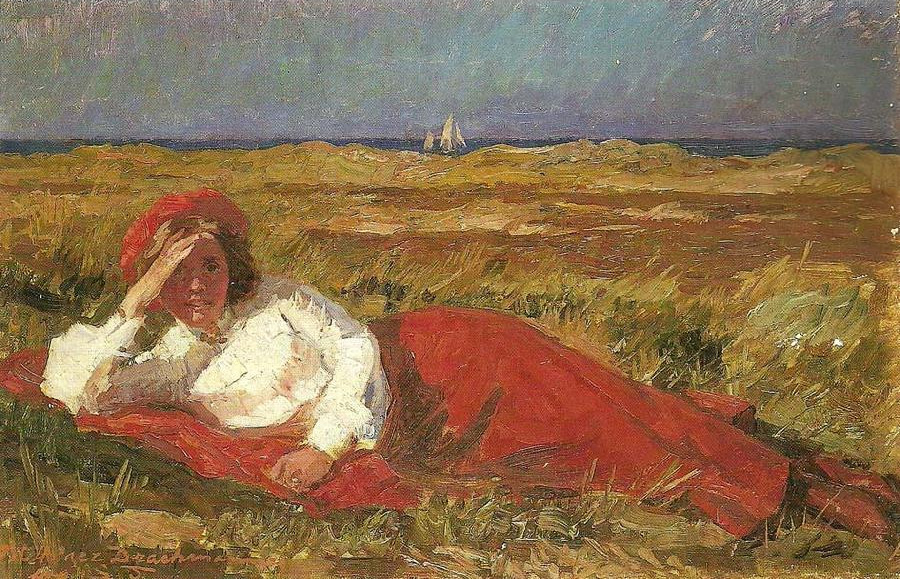
Muchacha en el campo (1904)
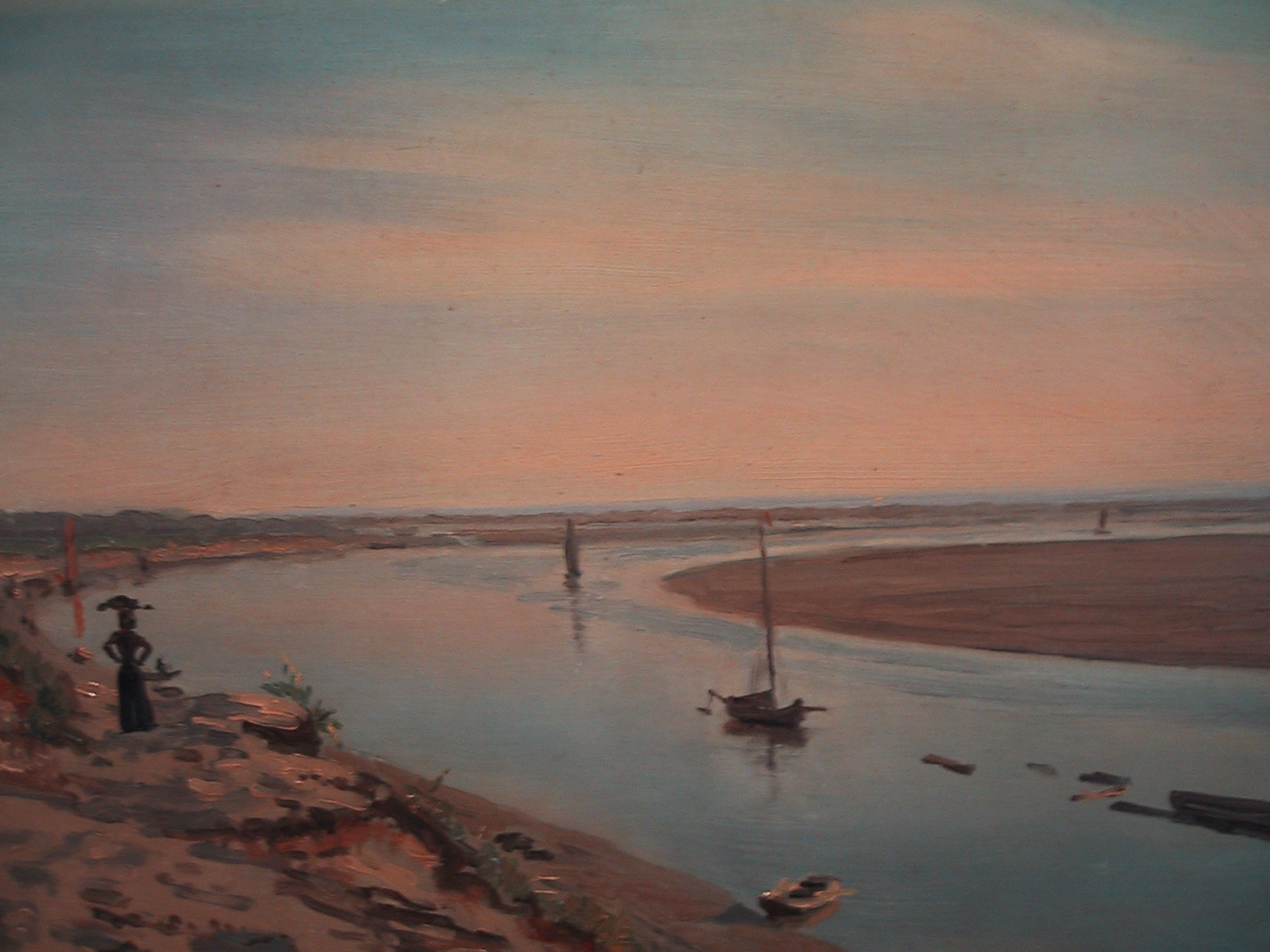
Nymindegab (1879)
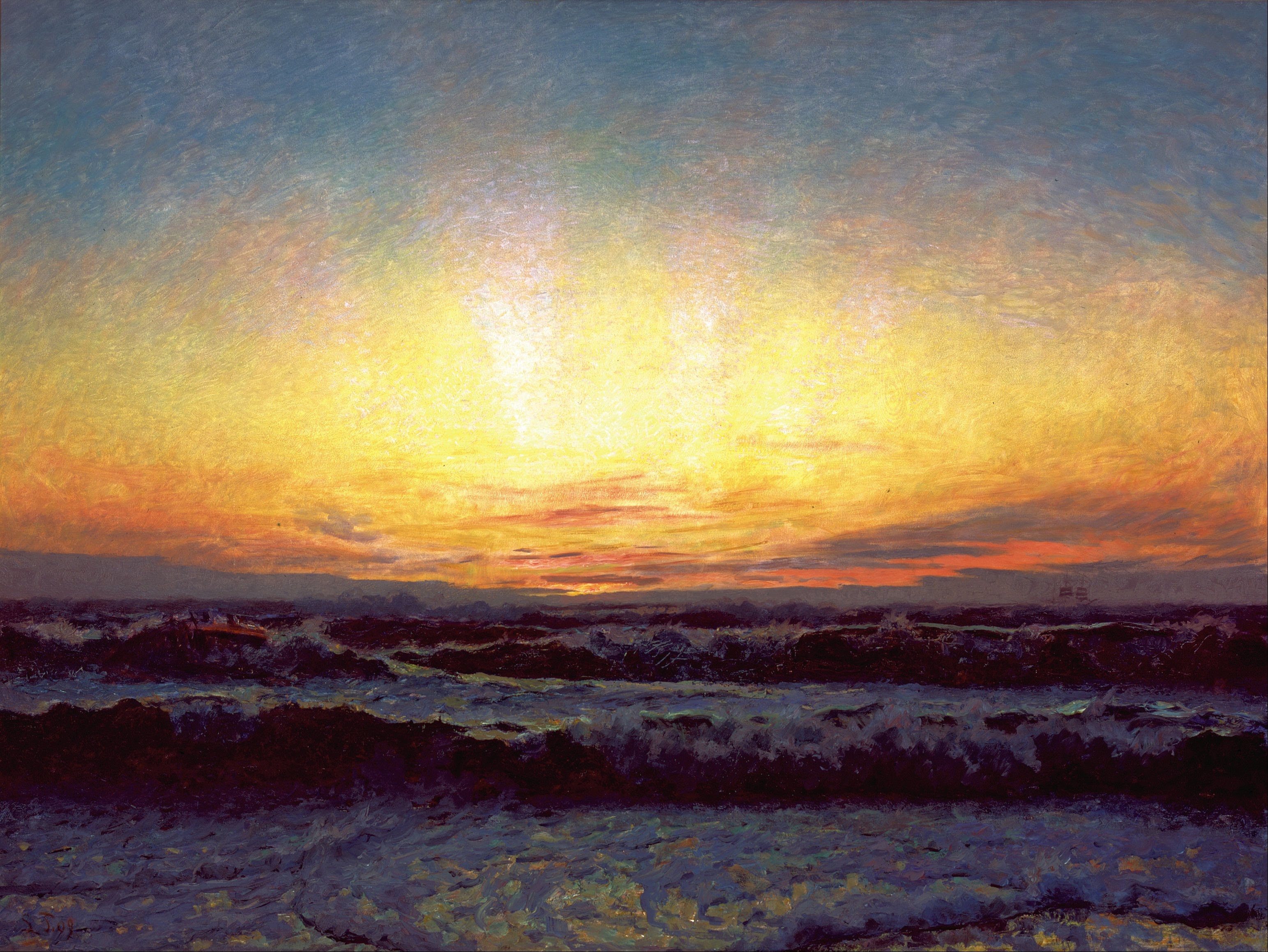
Tormenta en el mar del Norte (1909)